# Karate
Karate (japonsky 空手道; Karate-dó) je japonské bojové umění, které vzniklo na ostrově Okinawa, mísením zdejšího bojového umění s prvky čínského kung-fu. Nejstarší zprávy o karate pocházejí z počátku 18. století, kdy jej praktikoval mistr Čatan Jara, předpokládá se však, že vzniklo přinejmenším o století dříve. 

## Historie

### Světový den karate
V roce 2005 byl den 25. říjen oficiálně ustanoven jako Světový den karate.

### Karate na Olympijských hrách
28. září 2015 se karate objevuje na finálním listu spolu s baseballem, softballem, skateboardingem a sportovním horolezectvím pro zvážení zařazení zmíněných sportů na Letní Olympijské hry v Tokiu 2021. V létě následujícího roku, tedy 1. června 2016 Mezinárodní Olympijská komise oznamuje schválení žádosti o výše uvedené zařazení pro všech pět sportů (baseball a softball počítán jako jeden sport) na Hry v roce 2020.

## Styly
Existuje mnoho stylů karate, mezi nejznámější patří:
- Šótókan (Shotokan-ryu) (松濤館, styl zaměřený především na přímé techniky, výbušná síla)
- Šitó-rjú (Shito-ryu) (糸東流, styl zaměřený na rychlost a lehkost techniky)
- Gódžú-rjú (Goju-ryu) (剛柔流, styl upřednostňující obloukové techniky, styl tvrdého a měkkého)
- Wadó-rjú (Wado-ryu) (和道流) styl podobnější jiu-jitsu než karate
- Šórin-rjú (Shorin-ryu) (小林流)
- Ueči-rjú (Uechi-ryu) (上地流)
- Kjokušin (極真, 極真会館 [kjokušin kaikan], nejtvrdší styl)
- Budókan (武道館)

## Sport
Původně sebeobranné umění a budó se přetransformovalo na sportovní soutěž, která podléhá pravidlům. Došlo ke vzniku mnoha organizací, které si pravidla uzpůsobují. Sportovní organizace karate rozdělujeme na stylové (soutěží zde jen cvičenci jednoho stylu) nebo vícestylové (dochází k poměřování cvičenců napříč styly karate). Všechny tyto soutěže mají ale společný znak a to jsou disciplíny karate, mezi které patří kata a kumite. 

### Stylové organizace
Shotokan
- JKA (Japan Karate Association)
- SKIF (Shotokan Karate International Federation)
- WSKA (World Shotokan Karate Association)
- ISKF (International Shotokan Karate Federation
- JKS (Japan Karate Shotorenmei)

Goju-ryu
- WGKF (World Goju-ryu Karate Federation)

### Vícestylové organizace
- WKF (World Karate Federation)
- WKC (World Karate Confederation)
- WUKF (World Union of Karate-Do Federations)
- IKU (International Karate Union)
- ITKF (International Traditional Karate Federation)

Světová federace karate (WKF) je největší organizací sportovního karate a je od roku 1999 uznávána Mezinárodním olympijským výborem (MOV) jako zodpovědná za soutěž v karate na olympijských hrách. WKF vyvinula společná pravidla pro všechny styly. Národní organizace WKF koordinují svou činnost s příslušnými národními olympijskými výbory. WKF umožňuje členství pouze prostřednictvím jedné národní organizace/federace v každé zemi, k níž se mohou připojit jednotlivé kluby. V rámci České republiky je to Český svaz karate.

### Soutěže v rámci světové federace karate (WKF)
Světová federace pořádá Mistrovství světa každé dva roky. Sudé roky dříve probíhalo seniorské mistrovství, liché roky potom Mistrovství světa mládeže (14-20 let). Kvůli celosvětové pandemii Covid-19 a vynechání jednoho roku, byly juniorské a seniorské šampionáty prohozeny. Nyní se tedy seniorské Mistrovství světa koná v letech 2021, 2023, 2025..., Mistrovství světa mládeže v letech 2022, 2024, 2026...
Kontinentální šampionáty (Mistrovství Evropy, Mistrovství Afriky, Mistrovství Asie, Panamerický šampionát a Mistrovství Oceánie) se konají každý rok. Například Mistrovství Evropy mládeže je na programu vždy počátkem roku (únor), Mistrovství Evropy seniorů se pak koná v květnu.
Kromě světových a kontinentálních šampionátů se pod hlavičkou světové federace konají i další soutěže pomyslného světové poháru mezi které patří soutěže Karate 1 Premier League a Karate 1 Series A. Pro mládež pak slouží soutěže Karate 1 Youth League.

## Mistrovství světa v karate (WKF)
Mistrovstvím světa je myšleno v tomto článku seniorské mistrovství všech stylů - tedy konaných pod hlavičkou WUKO (později WKF) a pouze v kategorii dospělých. První mistrovství světa v karate se konalo v roce 1970 v japonském Tokiu. V 70. letech se šampionát konal někdy jednou za 3 roky a někdy jednou za 2 roky. Od 80. let se stabilně koná ve dvouletém cyklu - každý sudý rok. Jedinou výjimkou byl rok 2020, kdy kvůli pandemii Covid-19 bylo Mistrovství světa přesunuto na rok 2021. Od tohoto roku pokračuje dvouletý interval konání světového šampionátu, tentokrát však každý lichý rok. V 70. letech soutěžili pouze muži a jen v disciplíně kumite. Na turnajích se tedy rozdělovaly pouze dvě sady medailí, a to v kategoriích Kumite jednotlivci (Ippon Shobu) a Kumite Tým. V 80. letech pak přibyly ženské kategorie, doplnila se disciplína kata a soutěž kumite se rozdělila do jednotlivých váhových kategorií. Změnil se také systém zápasu kumite - z původního systému Ippon Shobu (jeden ippon nebo dvě waza-ari) se přešlo na Sanbon Shobu (tři ippony).
| Rok  | Hostitelské město | Země                    | Počet kategorií |
| ---- | ----------------- | ----------------------- | --------------- |
| 1970 | Tokio             | Japonsko                | 2               |
| 1972 | Paříž             | Francie                 | 2               |
| 1975 | Long Beach        | Spojené státy americké  | 2               |
| 1977 | Tokio             | Japonsko                | 2               |
| 1980 | Madrid            | Španělsko               | 10              |
| 1982 | Tchaj-pej         | Tchaj-wan               | 13              |
| 1984 | Maastricht        | Nizozemsko              | 13              |
| 1986 | Sydney            | Austrálie               | 15              |
| 1988 | Káhira            | Egypt                   | 16              |
| 1990 | Ciudad de México  | Mexiko                  | 16              |
| 1992 | Granada           | Španělsko               | 16              |
| 1994 | Kota Kinabalu     | Malajsie                | 16              |
| 1996 | Sun City          | Jihoafrická republika   | 17              |
| 1998 | Rio de Janeiro    | Brazílie                | 17              |
| 2000 | Mnichov           | Německo                 | 17              |
| 2002 | Madrid            | Španělsko               | 17              |
| 2004 | Monterrey         | Mexiko                  | 17              |
| 2006 | Tampere           | Finsko                  | 17              |
| 2008 | Tokio             | Japonsko                | 17              |
| 2010 | Bělehrad          | Srbsko                  | 16              |
| 2012 | Paříž             | Francie                 | 16              |
| 2014 | Brémy             | Německo                 | 16              |
| 2016 | Linec             | Rakousko                | 16              |
| 2018 | Madrid            | Španělsko               | 16              |
| 2021 | Dubaj             | Spojené arabské emiráty | 16              |
| 2023 | Budapešť          | Maďarsko                | 16              |
| 2025 | Káhira            | Egypt                   | 16              |

## Pásek
Pás (obi) se v dnešní podobě začal objevovat ve 14. až 15. století jako praktický doplněk samurajů. Nositel se od něj nikdy neodlučoval. Pásek byl vyráběn přesnými postupy odrážejícími symboliku a skrytý význam. Například pásek vyrobený z obnošených šatů rodičů (symbol úcty) nebo šatů mistra (symbol přijmutí odkazu) nebo vyčištěného menstruačního pásu žen [zdroj?] (symbol vyčištění původně špinavé mysli). Symbolika odevzdávání (předávání) pásu (jako odevzdávání mysli, odkazu) zanikla asi před 200 lety ve prospěch označení pokročilosti techniky a zásluh reprezentující jen vnější stránku praxe, kterou žák předvádí a kterou při zkoušce prokazuje. V různých školách karate se barvy liší. Jednotlivé barvy mají hlubokou symboliku, která vychází z duchovní podstaty víry. Pásek se uvazuje předepsaným způsobem.